# Dendrogaster
Dendrogaster is een geslacht van schimmels behorend tot de familie Hymenogastraceae. De typesoort is Dendrogaster connectens, maar deze is later hernoemd naar Gymnoglossum connectens. De soorten uit het geslacht komen wereldwijd voor.

## Soorten
Volgen Index Fungorum telt het geslacht twee soorten (peildatum december 2021):
| Soortnaam               | Auteur(s)       | Publicatiejaar |
| ----------------------- | --------------- | -------------- |
| Dendrogaster aurantius  | Corner & Hawker | 1953           |
| Dendrogaster piriformis | G. Cunn.        | 1935           |